# Edmundo Roselli
Edmundo Roselli (Colonia, 25 de julio de 1958) es un productor agropecuario y político uruguayo perteneciente al Partido Nacional. Pertenece al sector Alianza Nacional, movimiento liderado por Jorge Larrañaga. Fue elegido diputado por el departamento de Colonia para el periodo 2015-2020.

## Ámbito político
Sus inicios en política fueron en su temprana niñez debido a que nació en un comité político gracias a su padre y su abuelo. Su orientación política es allegado a las ideas de Wilson Ferreira Aldunate.
En los años 80 cuando la dictadura se quiebra y los Partidos Políticos comenzaban a recuperar sus estructuras, militaba junto a muchos jóvenes del partido pintando carteles y colgando pasacalles.
Fue edil departamental en los periodos desde 2005 al 2010 y 2010 al 2015.
En el periodo del 2015 fue Vicepresidente de la Comisión de ganadería, agricultura y pesca de la Cámara de Diputados del Uruguay.
Desde 2015 hasta 2020 es electo diputado por el departamento de Colonia.
Durante 2018 fue presidente de la Comisión de ganadería, agricultura y pesca de la Cámara de Representantes de Uruguay.